# تیلدن، کیپ شرقی
تیلدن، کیپ شرقی (به لاتین: Tylden, Eastern Cape) یک شهرک در آفریقای جنوبی است که در Lukhanji Local Municipality واقع شده‌است.